# Руски симболизам
Руски симболизам је био интелектуални, књижевни и уметнички покрет који је преовладавао у Русији крајем 19. и почетком 20. века. Настао је одвојено од западноевропског симболизма и наглашаво је острањење и мистицизам софиологије.

## Књижевност
На покрет руског симболизма првенствено су утицали руски мислиоци као што су Фјодор Тјучев, Владимир Соловјов и Фјодор Достојевски, и, у мањој мери, западни писци попут Брикса Ентонија Пејса, Пол Верлена, Мориса Метерлинка и Стефана Малармеа. Други мањи утицаји укључивали су Оскара Вајлда, Д'Анунција, Жоржа-Шарла Уисманса, опере Рихарда Вагнера, драме Хенрика Ибсена и ширу филозофију Артура Шопенхауера и Фридриха Ничеа.
Средином 1890-их, руски симболизам је још увек био углавном скуп теорија и имао је неколико значајних практичара. Тек када се појавио нови таленат Валерија Брјусова, симболистичка поезија је постала главни покрет у руској књижевности. Рани руски симболички покрет укључивао је:
- Александр Доброљубов
- Иван Коневској
- Николај Мински (чији је најважнији допринос био његов чланак из 1884. „Древна дебата“)
- Владимир Соловјов (понекад се сматра примарним руским симболистичким филозофом)[2]
- Дмитриј Мерешковски („отац руског симболизма“)[3]
- Валериј Брјусов
- Константин Балмонт
- Фјодор Сологуб
- Алексеј Ремизов

Иако је репутација многих од ових писаца избледела до средине 20. века, утицај симболистичког покрета је ипак био дубок. Ово је посебно било тачно у случају Инокентија Аненског, чија је коначна збирка стихова, Кипарска кутија, објављена постхумно (1909). Понекад навођен као словенски пандан уклетим песницима, Аненски је успео да на руски пренесе суштинске интонације Бодлера и Верлена. Његов утицај на акмеистичку школу руске поезије (Ахматова, Гумиљов, Мандељштам) био је најважнији.

### Млађа генерација: Иванов, Блок, Бели
Руски симболизам је цветао у првој деценији 20. века. Многи талентовани уметници почели су да објављују стихове написане у симболистичком духу. Ови писци су се посебно задужили филозофу Владимиру Соловјову. Песник и филолог Вјачеслав Иванов, чија су главна интересовања била класична студија, вратио се из Италије да би основао Дионисијски клуб у Санкт Петербургу. Његов самопроглашени принцип био је да у руску поезију унесе „архаичну милтоновску дикцију”.
Максимилијан Волошин, најпознатији по својој поезији о руској револуцији, отворио је поетски салон у својој вили на Криму. Јургис Балтрушаитис, близак пријатељ Александра Скрјабина и чију поезију карактерише мистична филозофија и очаравајући звуци, стварао је у Литванији.
Од нове генерације, два млада песника, Александар Блок и Андреј Бели, постали су најпознатији од читавог руског симболистичког покрета. Александар Блок се сматра једним од водећих руских песника двадесетог века. Често су га упоређивали са Александром Пушкином, а цело Сребрно доба руске поезије понекад је називано „Блоковом епохом“.
Андреј Бели је настојао да створи јединство прозе, поезије и музике у великом делу своје књижевности, о чему сведочи наслов једног од његових раних дела, Симфоније у прози.
Сам град Санкт Петербург постао је један од главних симбола које је користила друга генерација руских симболиста.

### Пад покрета
Руски симболизам је почео да губи свој замах у књижевности до 1910-их, пошто су многи млађи песници били привучени покрету акмеизма, који се дистанцирао од симболизма, или се придружио футуристима, иконокластичној групи која је настојала да у потпуности реконструише уметност, избегавајући сваку естетику. конвенције.
Међутим, упркос интензивном неодобравању од стране совјетске државе, симболизам је наставио да утиче на совјетске песнике дисиденте попут Бориса Пастернака. У Књижевном гласнику од 9. септембра 1958. критичар Виктор Перцов је осудио „декадентну Пастернакову религиозну поезију, која заудара на нафталин из кофера Симболиста из производње 1908-10.
Према симболистичком уверењу, поделе између различитих области знања и уметничких дисциплина биле су вештачке. : поезија је била блиско повезана не само са сликарством, музиком и драмом, већ и са филозофијом, психологијом, религијом и митом. Интелектуално унакрсно оплодња које се одиграло у Ивановљевој 'Кули', укратко, била је друштвена манифестација симболистичких начела.“

## Визуелне уметности
Вероватно најважнији руски сликар симболиста био је Михаил Врубел, који је стекао славу великим мозаичким платном Демон који седи (1890) и полудео док је радио на на једном делу 1902.
Други сликари симболисти повезани са часописом Мир искуства били су Виктор Борисов-Мусатов и Кузма Петров-Водкин, Михаил Нестеров, који је сликао верске предмете из средњовековне руске историје; Мстислав Добужински, са делима „урбанистичког фантазма“, и Николај Рерих, чије су слике описане као езотеричне.
Традицију руског симболизма у касном совјетском периоду обновио је Константин Васиљев, на чији стил су у великој мери утицали руски неоромантичар Виктор Васњецов, као и Михаил Нестеров и Николај Рерих.

## Музика и позориште
Најистакнутији симболистички композитор био је Александар Скрјабин који је у својој <i id="mwvQ">Првој симфонији</i> величао уметност као врсту религије.
Андреј Бели и Василиј Кандински су артикулисали идеје о „сценској фузији свих уметности“.
Што се тиче традиционалнијег позоришта, Паул Шмит, утицајни преводилац, написао је да Вишњик и неке друге касне драме Антона Чехова показују утицај симболистичког покрета. Њихова прва продукција Константина Станиславског била је што реалнија. Станиславски је сарађивао са енглеским позоришним практичаром Едвардом Гордоном Крејгом на значајној продукцији Хамлета 1911–1912, која је експериментисала са симболистичком монодрамом као основом за њено постављање. Две године касније, Станиславски је стекао међународно признање када је поставио Плаву птицу Мориса Метерлинка у Московском уметничком позоришту.
Николај Евреинов је био један од бројних писаца који су развили симболистичку теорију позоришта. Евреинов је инсистирао на томе да је све око нас „позориште” и да је природа пуна позоришних конвенција, на пример пустињског цвећа које опонаша камење, мишева који глуме смрт како би побегли од мачке и компликованог плеса неких птица. Позориште је за Евреинова било универзални симбол постојања.